# RMS Republic
L'RMS Republic (in precedenza SS Columbus) è stato un transatlantico britannico operante per la White Star Line tra il 1903 e il 1909.
Riconosciuta come una delle navi più grandi e sfarzose dell'età edoardiana, era soprannominata "la nave dei milionari". Naufragò il 24 gennaio 1909, a seguito di una collisione con la nave Florida, al largo dell'isola di Nantucket, occasione in cui riuscì a mantenersi a galla abbastanza a lungo da permettere l'evacuazione della maggior parte dei passeggeri; il suo affondamento è passato alla storia per essere stato il primo dove fu fatto uso del segnale di emergenza CQD (predecessore dell'SOS). La Republic è quindi la prima nave della storia ad aver chiesto soccorso via radio.
Paradossalmente, la relativa buona riuscita dell'evacuazione del Republic creò un senso di falsa sicurezza e un rilassamento generale del senso del pericolo comune e delle misure di prevenzione degli incidenti marittimi, cosa che contribuì a condannare uno dei suoi immediati successori in forza alla stessa compagnia, il Titanic.

## Costruzione
Costruita dai cantieri Harland and Wolff di Belfast tra il 1902 e il 1903, la nave era dotata di due eliche, un solo fumaiolo e 12 compartimenti stagni.

## Servizio
Ordinato in origine come SS Columbus dalla Dominion Line, effettuò con tale nome e tale compagnia solamente due traversate transatlantiche da Liverpool a Boston, per poi essere acquistato dalla White Star Line ed essere rinominato Republic; fu una delle rarissime occasioni in cui tale compagnia acquisì un'imbarcazione di cui non aveva direttamente commissionato la costruzione. Come più tardi sarebbe stato per il Titanic, anche questa nave, per ironia della sorte, era ritenuta e alcuni etichettata come "inaffondabile", complice il positivismo imperante e la volontà celebrativa della società armatrice.
Il Republic, nonostante il suo lusso e la sua fama di nave prediletta dei ricchi, in realtà, come tutti gli altri transatlantici, trasportava prevalentemente emigranti. La sua popolarità fece infine dividere il servizio in due distinte tipologie: sulle traversate Europa-America erano presenti prevalentemente emigranti, mentre al contrario su quelle America-Europa erano le persone benestanti a popolare la nave per i loro frequenti viaggi di lavoro o piacere nel Vecchio Continente.

## Naufragio

### Collisione con ilFlorida
Assegnato al servizio nell'Europa meridionale, il 22 gennaio 1909 il Republic salpò da New York diretto a Gibilterra, da dove sarebbe dovuto entrare nel Mediterraneo per portare i facoltosi passeggeri in Italia e in Egitto e ripartire da tali nazioni con a bordo nuovi carichi di emigranti. Il comandante era William Inman Sealby; a bordo c'erano 742 persone tra passeggeri ed equipaggio.
Uscita dal porto di New York, mentre si trovava al largo dell'isola di Nantucket, durante la notte del 23 gennaio, la nave incontrò un fitto banco di nebbia. Con la visibilità minima, il capitano Sealby fu costretto a ridurre la velocità e a ricorrere ai fischi delle sirene della nave, sia per calcolare la rotta sia per avvertire eventuali altre navi nelle vicinanze della propria presenza.

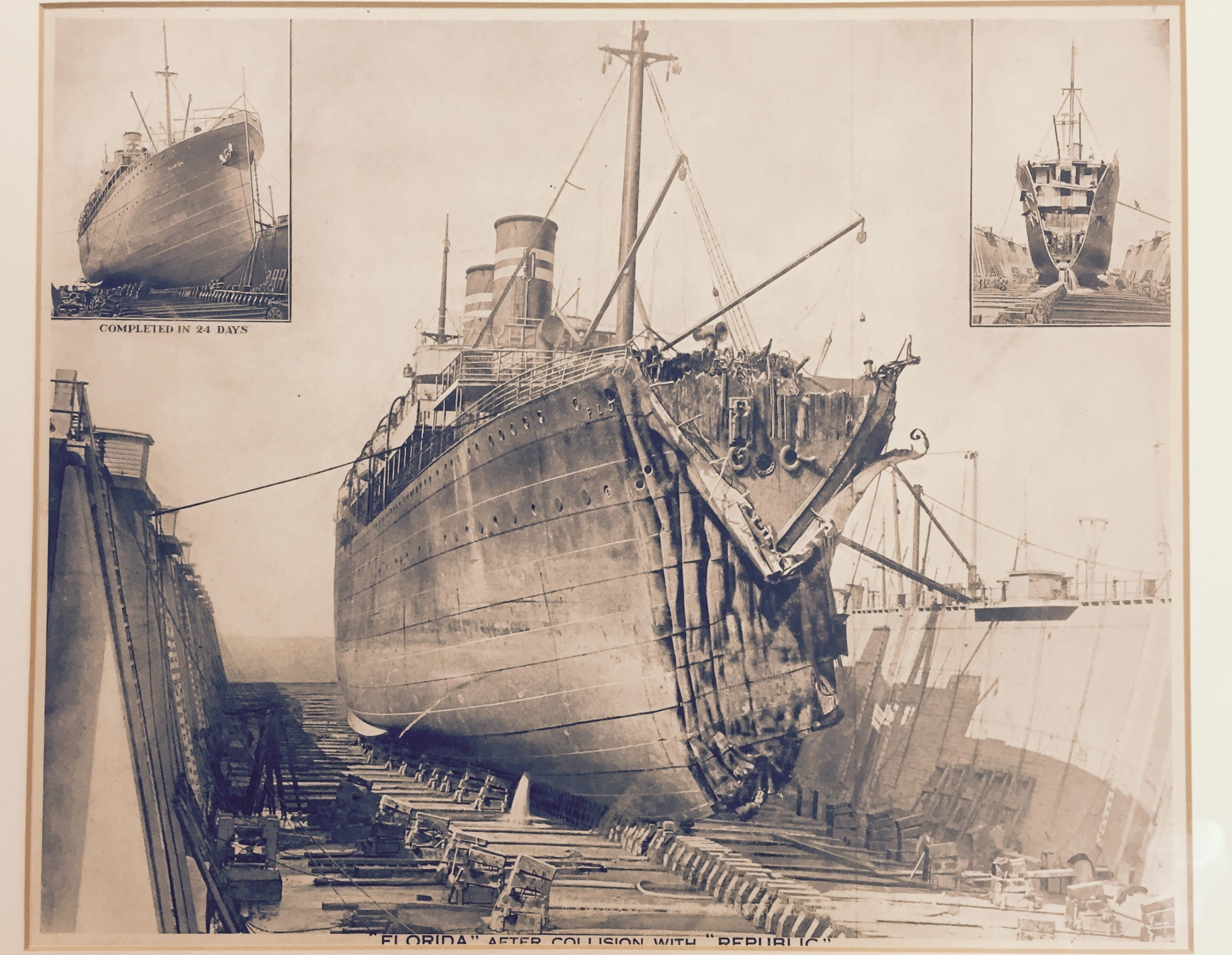
La prua distrutta del Florida in seguito allo speronamento del Republic

Fino alle 05:47 i fischi del Republic furono gli unici a riecheggiare nella nebbia, che oltretutto diminuiva notevolmente la capacità di propagazione dei suoni. All'improvviso però echeggiò a babordo un nuovo fischio non proveniente dalla nave, estremamente vicino e sempre più forte, segno che un altro bastimento era in rapido avvicinamento e probabilmente in rotta di collisione. Sealby ordinò allora l'indietro tutta e una virata a sinistra nel tentativo di allontanarsi e segnalò la manovra con due nuovi fischi. Pochi istanti dopo comparve il Florida, un piroscafo italiano a sua volta perso nella nebbia, che speronò con forza il Republic.
L'impatto si verificò a circa metà dello scafo del Republic e causò sei vittime: due passeggeri del transatlantico che dormivano nelle proprie cabine, tre marinai del Florida che in quel momento si trovavano a prua e un terzo passeggero del Republic che sarebbe morto alcuni giorni più tardi per le gravi ferite riportate. La falla aperta dal Florida causò il rapido allagamento della sala macchine e l'interruzione della corrente elettrica, lasciando quindi la nave completamente al buio.

### Il marconista Binns
Determinante nell'evacuazione si rivelò l'operato del marconista del Republic Jack Binns, il quale si trovava a letto al momento della collisione. Sopravvissuto per miracolo, rientrò subito in servizio e, accortosi dell'assenza dell'elettricità, recuperò nella sala delle comunicazioni, già parzialmente sommersa, alcune batterie di riserva, che usò per alimentare la propria attrezzatura radiofonica; si mise quindi in contatto con chiunque fosse in ascolto, trasmettendo dalla propria cabina distrutta dalla collisione. Essendosi reso conto della gravità della situazione, Binns inviò prontamente il CQD, il primo codice navale impiegato come richiesta di soccorso, fino ad allora mai utilizzato, divenendo a tutti gli effetti il primo operatore marittimo in assoluto a impiegarlo.
Il CQD di Binns non raggiunse direttamente alcuna nave ma venne recepito dalle stazioni radio presenti a Nantucket, che lo trasmisero a loro volta a tutte le imbarcazioni disponibili. La prima a rispondere fu il Baltic, un altro transatlantico della White Star Line, che si diresse speditamente verso il luogo del disastro.

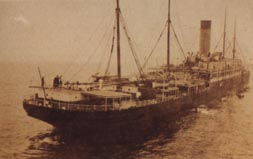
Il Republic che affonda dalla parte poppiera

### Evacuazione
Nel frattempo il capitano Sealby si rese conto che la nave, nonostante i danni, sarebbe rimasta a galla ancora per molto tempo grazie ai compartimenti stagni, quindi si affrettò a richiamare tutti i passeggeri sul ponte, tranquillizzandoli sul fatto che i soccorsi stessero arrivando. Il Florida, la nave responsabile dello speronamento, era anch'esso ancora in grado di navigare pur avendo la prua distrutta, così si approssimò subito al Republic e cominciò l'evacuazione dei suoi passeggeri. Si creò tuttavia una situazione pericolosa, poiché il Florida, che già aveva a bordo circa 900 passeggeri, imbarcando molte nuove centinaia di persone si ritrovò gravemente sovraccarico e cominciò ad avere problemi di stabilità, che, complice il mare sempre più mosso, avrebbero potuto metterlo in pericolo.
Fino alle 19:00 le due navi rimasero isolate nella nebbia, che impediva alle imbarcazioni giunte in soccorso di orientarsi e rintracciarle. Finalmente però il Baltic, dopo ore di tentativi, riuscì ad acquisire il contatto visivo con il Republic e il Florida; trovandosi fortuitamente semivuoto, il Baltic poté così cominciare l'evacuazione di entrambe le navi in pericolo. L'operazione tuttavia fu ostacolata dall'atteggiamento degli equipaggi anglosassoni, che pretesero venisse data la precedenza ai passeggeri di classe agiata e bianchi a scapito degli italiani; scoppiò quindi una piccola sommossa fra i passeggeri del Florida per l'ingiusto trattamento, ma gli ufficiali riuscirono gradualmente a calmare gli animi e a permettere un'evacuazione ordinata e graduale (comunque svolta seguendo le pretese anglosassoni).

### Tentativo di recupero e affondamento
Dopo che tutti i passeggeri furono evacuati, sul Republic rimase una piccola parte dell'equipaggio, per tentare di riportare la nave a New York. Il Republic venne quindi rimorchiato dal piroscafo Gresham, che lentamente cominciò a trainarlo verso gli Stati Uniti; tuttavia, nel pomeriggio del 24 gennaio, attorno alle 18:00, lo scafo del Republic cominciò a inclinarsi pericolosamente, segno che l'affondamento era imminente.
Gli ultimi membri dell'equipaggio vennero evacuati e dopo pochi minuti il Republic si inabissò nell'oceano Atlantico; gli unici ancora a bordo, il capitano Sealby e il secondo ufficiale Williams, si gettarono in mare e vennero recuperati dopo circa mezz'ora. Era, al tempo, la più grande nave della storia mai rimasta vittima di naufragio.
Il relitto del Republic giace ancora oggi a 55 miglia nautiche a sud di Nantucket a circa 76 metri di profondità; il suo stato di conservazione è buono ed è accessibile ai sommozzatori.

## Conseguenze

### RepubliceTitanic
L'affondamento del Republic, dato il basso numero di vittime, l'efficacia delle operazioni di soccorso e il buon esito complessivo, fece aumentare la fiducia nelle grandi navi di inizio Novecento, creando così una sicurezza eccessiva nell'opinione pubblica. Gli armatori, inoltre, spronarono i capitani delle proprie navi a viaggiare sempre alla massima velocità consentita dalle normative in vigore, anche in condizioni di navigazione pericolose, ad esempio in presenza di nebbia e iceberg.
Le circostanze in cui si era trovato il Republic furono senz'altro molto favorevoli, in quanto si trovò speronato da una nave più piccola e debole, danneggiato senza la compromissione della galleggiabilità, avvantaggiato da un marconista efficiente e risoluto e assistito da numerose navi in brevissimo tempo. L'eccezionalità di tali condizioni era lampante, ma il positivismo dominante portò a sottovalutare i pericoli dei viaggi in mare e a ritenere che, in caso di emergenza, una sorte come quella del Republic fosse la norma.
Le piccole scialuppe in legno usate all'epoca, non pensate per affrontare lunghi viaggi ma solo brevi traversate, rimasero quindi il modello predefinito da imbarcare sui piroscafi, peraltro in numero assai ridotto, in genere del tutto insufficiente per imbarcare tutte le persone che potevano trovarsi a bordo; si noti che ciò non violava nessuna delle leggi in vigore all'epoca, le quali imponevano un numero minimo di posti sulle lance di salvataggio, ma tale soglia era stata calcolata nel 1894 e in seguito non era mai stata modificata per tenere conto del costante aumento delle dimensioni e della capienza delle navi che si stava sperimentando. Fu proprio la convinzione che in ogni caso sarebbe stata possibile l'assistenza di altre navi a condannare numerose imbarcazioni successive, una su tutte il Titanic, che proprio per l'insufficiente capacità delle scialuppe e l'eccessiva distanza da qualsiasi nave in grado di intervenire in soccorso causò nel proprio affondamento più di 1 500 vittime appena tre anni più tardi.

### Il tesoro delRepublic
Molti passeggeri della nave trasportavano con sé grandi quantità di gioielli e denaro, andate per la maggior parte perse nell'affondamento. Subito dopo il disastro si speculò però che il Republic stesse trasportando somme assai più consistenti, tra le quali 265 000 dollari per la U.S. Navy di stanza a Gibilterra, ingenti donazioni per i superstiti del terremoto di Messina del 1908, un carico di lingotti d'oro da consegnare al governo francese e circa 3 000 000 di dollari in monete come dono del governo americano allo zar di Russia Nicola II.
La mancanza di un'inchiesta ufficiale sull'affondamento portò alla nascita di numerose teorie del complotto, dal furto dei suddetti carichi preziosi alla volontà di proteggere traffici illegali avvenuti a bordo della nave. Nel corso del XX secolo sono così nate varie leggende sul supposto tesoro del Republic, che giacerebbe ancora sul fondo dell'Atlantico e che avrebbe un valore stimato, al netto dell'inflazione, di circa 5 miliardi di dollari odierni.
Data la relativa accessibilità del relitto, è tuttavia improbabile che tale tesoro, se esisteva, si trovi ancora nella nave.

### Passeggeri coinvolti in altri naufragi
- Reginald Barker, commissario di bordo del Republic distintosi per la disciplina durante l'evacuazione, perì a bordo del Titanic nel 1912;[7]
- Jack Binns, l'operatore telegrafico eroe del Republic, continuò la propria carriera come marconista e avrebbe dovuto imbarcarsi come tale sul Titanic, salvo rinunciare poco prima dell'incarico per perseguire una carriera sulla terraferma;
- Leonard McMurray, passeggero, sopravvisse nel 1915 al naufragio del Lusitania, affondato da un siluro lanciatogli contro dal sommergibile tedesco U-20;[8]
- Hugh Roberts, cameriere, uno dei primi ad accorrere in soccorso dei feriti al momento della collisione, in seguito perì a bordo del Titanic.[9]